# Santuario della vita selvatica di Huai Kha Khaeng
Il Santuario della vita selvatica di Huai Kha Khaeng (thai: ห้วยขาแข้ง) è un'area protetta della Thailandia. Si trova nelle provincie di Kanchanaburi, Tak e Uthai Thani. Venne dichiarato patrimonio dell'umanità dall'UNESCO nel 1991, assieme al confinante Santuario della vita selvatica di Thungyai. Huai Kha Khaeng copre un'area di 257 464 ettari.

## Storia
Il santuario venne istituito il 4 settembre 1972 con un'area di 1 019 375 rai. È stato ampliato due volte; IL 21 maggio 1986 venne portato a 1 609 150 rai, ed il 30 dicembre 1992 a 1 737 587 rai.